# Менцель, Биргит
Биргит Менцель (нем. Birgit Menzel; род. 31 мая 1953, Бохум) — немецкий филолог-славист, переводовед, автор работ по социологии советской и постсоветской литературы.

## Биография
Изучала германистику и славистику в Боннском университете (1972—1974), университете штата Индиана в Блумингтоне (1974—1975), Свободном университете Берлина (1975—1981). В 1985—2000 преподавала в Свободном университете Берлина, с 2000 — профессор в филиале Майнцского университета в Гермерсхайме. Как приглашённый преподаватель читала лекции в Хельсинки (1999), Колумбийском университете (2004—2005), выступала на многих славистических конференциях в Германии, США и России.
Живёт в Карлсруэ.

## Научные интересы
Специалист по советской литературе и её восприятию (диссертация о творчестве Маяковского и его рецепции в СССР до периода Оттепели, 1992), литературной критике периода перестройки (2001), массовой литературе (детектив, фантастика, «женская» проза) в постсоветской России, эзотерике и оккультизму в русской и советской культуре.
Один из авторов сборника Соцреалистический канон (СПб., 2000), сводного тома История русской литературной критики советской и постсоветской эпох (на англ. и рус. яз., 2011). Под её редакцией выходили многочисленные сборники статей по культуре, литературе, кино СССР, России и стран Восточной Европы: Восточная Европа на переломе (1994), Власть пола (2003), Константы русской культуры в период перемен (2004), Чтение для развлечения в современной России (2005), Культура и/ как перевод. Российско-немецкие связи в XX и XXI столетии (2011), Религии нового века в России: Оккультизм и эзотерика (2012) и др. Активно сотрудничает с журналом Osteuropa.

## Избранные публикации
- Гражданская война слов. Российская литературная критика периода перестройки. — СПб.: Академический проект, 2006 (рец. Нат. Зоркой: ).
- Восток в западном обличье: импорт популярной культуры (нем.)
- Основные направления исследований эзотеризма на Западе (рус.)
- Возрождение оккультизма в современной России и его влияние на литературу (англ.)
- Литературная критика и конец советской системы: 1985—1991. / В соавторстве с Б. Дубиным. // История русской литературной критики: советская и постсоветская эпохи / Под ред. Е. Добренко и Г. Тиханова. — М.: НЛО, 2011. — С. 533—570.